# نهائي كأس إسبانيا 1959
نهائي كأس إسبانيا 1959 وسُمي آنذاك نهائي كأس القائد العام هو النهائي رقم 57 في إطار بطولة كأس إسبانيا التي بدأت سنة 1902 ، جمعت المباراة النهائية ناديّ برشلونة ونادي غرناطة بتاريخ 21 يونيو 1959 في مدينة مدريد عاصمة إسبانيا وتمكن نادي برشلونة من تحقيق البطولة بعد الفوز بنتيجة 4-1 .

## التفاصيل
| برشلونة                                                                          | 4–1 | نادي غرناطة                               |
| -------------------------------------------------------------------------------- | --- | ----------------------------------------- |
| مارتينيز 2' · ساندور كوتشيس 10'، 76' · خستو تيجادا 67' · المدرب · هيلينيو هيريرا |     | رومان كارانزا 58' · المدرب · خونيه كالمار |